# Werner von Blomberg
Werner Eduard Fritz von Blomberg (Stargard in Pommern, 2 de septiembre de 1878-Núremberg, 13 de marzo de 1946) fue un militar alemán que alcanzó el rango de Mariscal de Campo, Ministro de Guerra y Comandante en jefe de las Fuerzas Armadas Alemanas hasta enero de 1938.

## Primeros años
Nacido en Stargard, Werner von Blomberg entró en el ejército a muy temprana edad y estudió en la Academia de Guerra de Alemania en 1904. Tras graduarse en la Academia de Guerra en 1907, von Blomberg accedió al Estado Mayor en 1908. Tras servir con distinción en el frente occidental durante la Primera Guerra Mundial, en la 19.ª División de reserva, Blomberg fue condecorado con la Pour le Mérite y ascendido a mayor en 1916. Durante el conflicto, sus dos hermanos resultaron muertos en combate. Blomberg se destacó por su inusual elevada altura, masiva presencia y profesionalismo desde su formación.

## República de Weimar
En 1920, Blomberg fue elegido Jefe del Estado Mayor de la Brigada de Döberitz y en 1921 fue ascendido a Jefe del Estado Mayor del Distrito Militar de Stuttgart. En 1925, von Blomberg fue nombrado Jefe de Entrenamiento Militar por el general Hans von Seeckt. Para 1927, von Blomberg era ya mayor general y Jefe de la Oficina de Tropa. En 1928, Blomberg visitó la Unión Soviética, donde quedó muy impresionado del alto estatus que tenía el Ejército Rojo entre la población, lo que le dejó convencido sobre el valor de una dictadura como un requisito previo para el poder militar.
Este viaje consolidó la idea de un Wehrstaat totalitario que, a partir de mediados de la década de 1920, se hizo cada vez más popular entre los oficiales militares. El historiador alemán Eberhard Kolb escribió que:

《(...)desde mediados de la década de 1920 en adelante, los líderes del Ejército habían desarrollado y propagado nuevas concepciones sociales de tipo militarista, tendiendo hacia una fusión de los sectores militar y civil y, en última instancia, un estado militar totalitario (Wehrstaat).》
Eberhard Kolb

La visita de von Blomberg a la URSS en 1928 confirmó su opinión de que el poder totalitario fomenta el mayor poder militar. Von Blomberg creía que la próxima guerra mundial, como la anterior, se convertiría en una guerra total, que requeriría la movilización total de la sociedad y la economía alemanas por parte del estado, y que un estado totalitario prepararía mejor a la sociedad en tiempos de paz, militar y económicamente, para la guerra. Como la mayoría de la élite militar de la Alemania nazi, von Blomberg dio por sentado que, para que Alemania alcanzara el poder mundial que había buscado sin éxito en la Primera Guerra Mundial, requeriría otra guerra, y que tal guerra sería una guerra total de tipo industrial altamente mecanizado.
Después de entrar en conflicto sobre estas cuestiones con el influyente general Kurt von Schleicher, en 1929, von Blomberg fue relevado de su puesto y nombrado comandante de la 1.ª División y del Distrito militar de Prusia Oriental, donde el general Walter von Reichenau sirvió bajo su mando. A principios de ese año, Schleicher había comenzado una política de "defensa fronteriza" (Grenzschutz) bajo la cual el Reichswehr almacenaría armas en depósitos secretos y comenzaría a entrenar voluntarios más allá de los límites impuestos por el Tratado de Versalles en las partes orientales de Alemania fronterizas con Polonia. Para evitar incidentes con Francia, no debía haber tal Grenzschutz en Alemania occidental.
Von Blomberg surgiría más tarde como el enemigo más poderoso de Schleicher dentro del Reichswehr. Dado que Prusia Oriental estaba aislada del resto de Alemania y tenía solo una división de infantería estacionada allí, von Blomberg, para aumentar el número de combatientes en caso de una guerra con Polonia, comenzó a hacer listas de todos los hombres aptos para el servicio militar, lo que aumentó aún más la atracción de un estado totalitario capaz de movilizar a toda una sociedad para la guerra. Las levas en masa estarían motivadas ideológicamente como la mejor manera de luchar en la próxima guerra.Durante su época como comandante del Wehrkreis I, el distrito militar que agrupaba a Prusia Oriental, von Blomberg cayó bajo la influencia del capellán luterano y simpatizante nazi Ludwig Müller, que rápidamente introdujo a Blomberg en el mundo del nacionalsocialismo. A von Blomberg le importaba poco la doctrina nazi, y su apoyo a los nazis estaba más motivado por su creencia de que sólo una dictadura podía hacer que Alemania volviera a ser una gran potencia militar, y de que los nazis eran el mejor partido para crear una dictadura en Alemania. Debido a que tenía el mando de una sola división de infantería en Prusia Oriental, Blomberg dependía fuertemente de Grenzschutz para aumentar el número de hombres de combate disponibles. Esto lo llevó a cooperar estrechamente con las SA como fuente de voluntarios para las fuerzas Grenzschutz. Blomberg tenía excelentes relaciones con las SA en este momento, lo que llevó a las SA a servir en 1931 como una milicia no oficial que respaldaba al Reichswehr. Muchos generales vieron a Prusia Oriental como un modelo para la futura cooperación entre el ejército y los nazis en toda Alemania.
Los franceses planearon retirarse de Renania en junio de 1930, cinco años antes de lo especificado por el Tratado de Versalles, y Schleicher no quería violaciones del Tratado que pudieran parecer amenazar a Francia antes de que las tropas francesas abandonaran Renania. Cuando Blomberg, a quien Schleicher no le gustaba personalmente, insistió en extender el Grenzschutz a áreas fronterizas con Francia, Schleicher en agosto de 1929 filtró a la prensa que von Blomberg había asistido a maniobras armadas de voluntarios en Westfalia. El ministro de Defensa, general Wilhelm Groener, llamó a von Blomberg a Berlín para pedirle explicaciones. Von Blomberg esperaba que Schleicher se apegara a la política tradicional del Reichswehr de negarlo todo, y se sorprendió al ver a Schleicher atacarlo frente a Groener como un hombre que había expuesto imprudentemente a Alemania al riesgo de proporcionar a los franceses una excusa para permanecer en Renania hasta 1935.

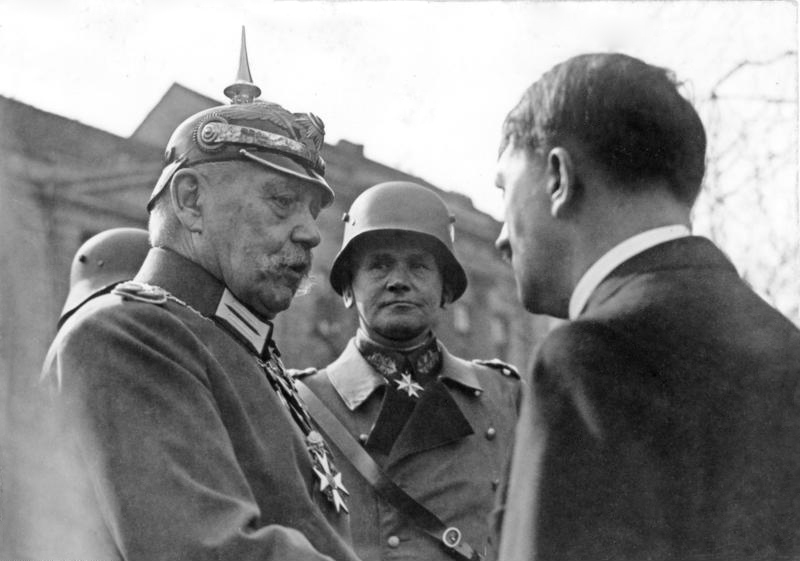
Fotografiado en Postdam, junto con Hitler y Hindemburg el 21 de marzo de 1933.

Las interacciones de von Blomberg con las SA en Prusia Oriental lo llevaron a la conclusión de que los nazis eran excelentes soldados, lo que aumentó aún más el atractivo del nazismo para él. Pero al mismo tiempo, von Blomberg vio a las SA como un socio menor del Ejército, y se opuso completamente a las ambiciones de las SA de reemplazar al Reichswehr como la principal fuerza militar de Alemania. Von Blomberg, como casi todos los generales alemanes, imaginó una futura relación entre el ejército nazi en la que los nazis adoctrinarían a la gente común con el tipo correcto de valores ultranacionalistas y militaristas para que cuando los jóvenes alemanes se unieran al Reichswehr ya estuvieran medio convertidos en soldados, mientras que al mismo tiempo dejaban claro que el control de los asuntos militares recaería únicamente en los generales. En 1931, visitó Estados Unidos, donde proclamó abiertamente su creencia en la certeza y los beneficios de un gobierno nazi para Alemania. La primera esposa de Blomberg, Charlotte, murió el 11 de mayo de 1932, dejando dos hijos y tres hijas.
En 1932, Blomberg sirvió como parte de la delegación alemana a la Conferencia Mundial de Desarme en Ginebra donde, durante su tiempo como delegado militar jefe alemán, no solo continuó sus comentarios pro-nazis a la prensa, sino que utilizó su condición de delegado militar principal de Alemania para comunicar sus puntos de vista a Paul von Hindenburg, cuya posición como Presidente de Alemania lo convirtió en Comandante Supremo en Jefe alemán.

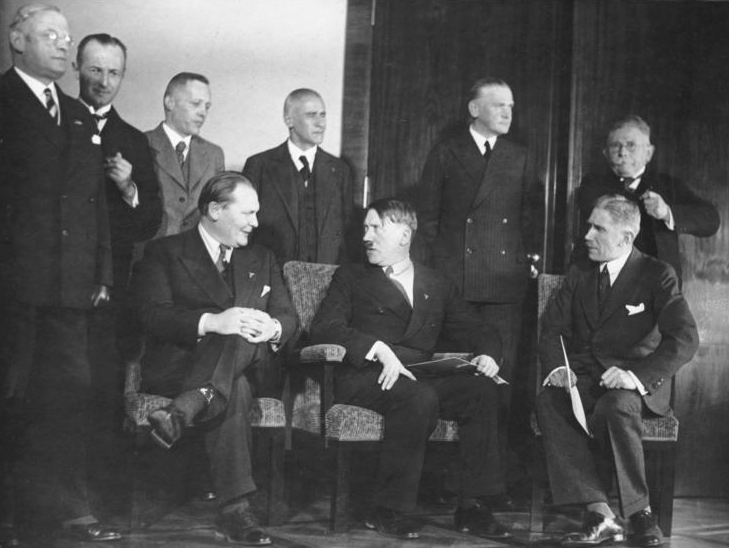
Von blomberg (segundo por la derecha, de pie) el 30 de enero de 1933 en la Cancillería del Reich.
Primera fila, sentados desde la izquierda: Hermann Göring, Adolf Hitler, Franz von Papen; segunda fila, en pie: Franz Seldte, Günther Gereke, Lutz Graf Schwerin von Krosigk, Wilhelm Frick, Werner von Blomberg y Alfred Hugenberg.

En sus informes a Hindenburg, von Blomberg escribió que los intentos de su archirrival Schleicher de crear el Wehrstaat habían fracasado claramente, y que Alemania necesitaba un nuevo enfoque para ello. A finales de enero de 1933, estaba claro que el gobierno de Schleicher sólo podía permanecer en el poder proclamando la ley marcial y autorizando al Reichswehr a aplastar cualquier oposición. Al hacerlo, los militares tendrían que matar a cientos, si no miles de civiles alemanes; cualquier régimen establecido de esta manera nunca podría esperar construir el consenso nacional necesario para crear el Wehrstaat. Los militares habían decidido que solo Hitler era capaz de crear pacíficamente el consenso nacional que permitiría la creación del nuevo estado y, por lo tanto, los militares presionaron con éxito a Hindenburg para que nombrara a Hitler como Canciller. Blomberg sirvió como uno de los principales canales por los cuales el Reichswehr informó a Hindenburg de su deseo de ver a Hitler convertirse en Canciller.
A finales de enero de 1933, el presidente Hindenburg, sin informar al canciller, Schleicher, ni al comandante del ejército, el general Kurt von Hammerstein, llamó a von Blomberg de la Conferencia Mundial de Desarme para regresar a Berlín. Al enterarse de esto, Schleicher intuyó que la orden de llamar a von Blomberg a Berlín significaba que su propio gobierno estaba condenado. Cuando von Blomberg llegó a la estación de ferrocarril de Berlín el 28 de enero de 1933, fue recibido por dos oficiales, Adolf-Friedrich Kuntzen y Oskar von Hindenburg, ayudante e hijo del presidente Hindenburg. Kuntzen tenía órdenes de Hammerstein para que Blomberg informara de inmediato al Ministerio de Defensa, mientras que Oskar von Hindenburg tenía órdenes para que von Blomberg informara directamente al Palacio del Presidente del Reich.
A pesar de las protestas de Kuntzen, von Blomberg decidió ir con Hindenburg para reunirse con el presidente, quien lo juramentó como ministro de defensa. Esto se hizo de una manera contraria a la constitución de Weimar, según la cual el presidente solo podía juramentar a un ministro después de recibir el consejo del canciller. Hindenburg no había consultado a Schleicher sobre su deseo de ver a Blomberg reemplazarlo como ministro de defensa porque a fines de enero de 1933, había rumores circulando en Berlín de que Schleicher planeaba organizar un golpe de Estado. Para contrarrestar los supuestos planes de un golpe de Schleicher, Hindenburg quería destituir a Schleicher como ministro de defensa lo antes posible.
Dos días después, el 30 de enero de 1933, Hindenburg juró a Adolf Hitler como Canciller, después de decirle que von Blomberg iba a ser su ministro de defensa independientemente de sus deseos. Hitler, por su parte, dio la bienvenida y aceptó a von Blomberg, insistiéndole en que el Ejército siguiera siendo la principal fuerza militar del Reich.

## Tercer Reich

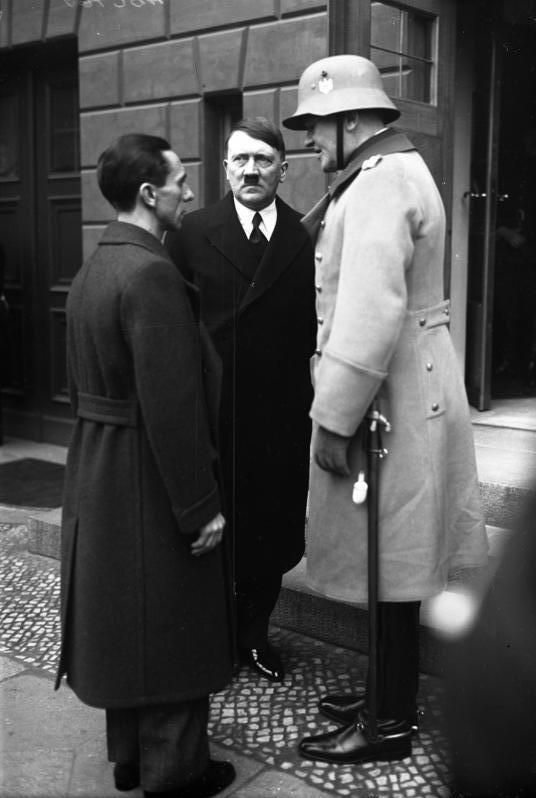
Goebbels, Hitler y von Blomberg en 1934.

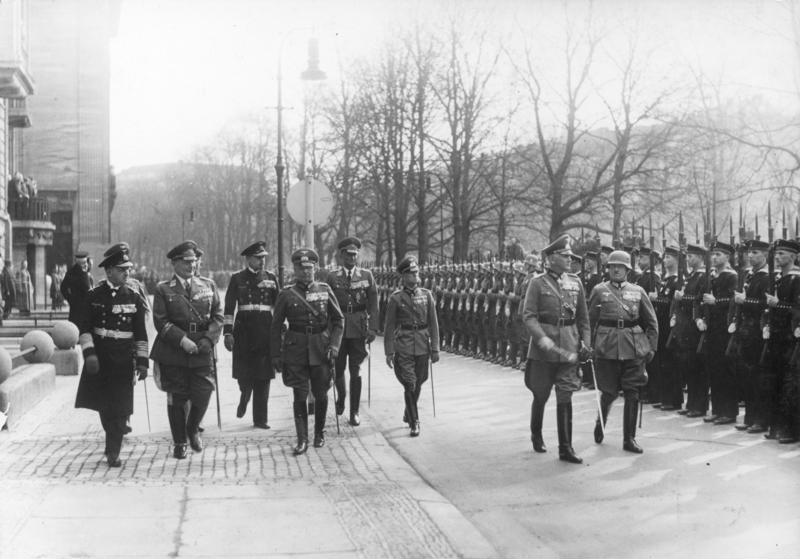
El Ministro de Guerra y comandante del OKW, Werner von Blomberg, seguido por los tres jefes de las fuerzas armadas, Generaladmiral Erich Raeder, Generaloberst Hermann Göring y el Generaloberst Werner von Fritsch, inspecciona un desfile en conmemoración del 40 aniversario de su incorporación al ejército. 13 de marzo de 1937

En 1933, von Blomberg fue nombrado ministro de Defensa por Hindenburg. Como tal, defendió con vehemencia la tradicional fórmula de que el poder armado estaba por encima de los partidos políticos. Cuando en el verano de 1933 se comprobó que ya no existiría más que un único partido político, la fórmula era políticamente imposible, tan imposible como la existencia de una dictadura que no domina al ejército. Por ello pidió al ejército el apoyo incondicional a Adolf Hitler y a su partido nazi. Hizo demostración de ello inmediatamente al aceptar como válida también para el ejército la disposición dictada con anterioridad por Hitler por la que los judíos quedaban excluidos de cargos civiles. Igualmente aceptó la cruz gamada como símbolo oficial del ejército. Von Blomberg se convirtió en uno de los más devotos seguidores de Hitler y por ello fue apodado “León de goma” por sus críticos dentro del ejército. Como ministro de Defensa, von Blomberg trabajó fervientemente en expandir el tamaño y poder del ejército. En 1933, von Blomberg fue ascendido a Generaloberst por sus servicios. 
En 1934 asumió plenamente las consecuencias de las medidas tomadas por Hitler contra el líder de las SA, Ernst Röhm y sus seguidores, ya que veía, al igual que la gran mayoría de la oficialidad, la seria amenaza que esta organización representaba para el ejército. Durante la llamada Noche de los cuchillos largos, las SS asesinaron a los principales dirigentes de las SA, pero, aprovechando los disturbios, quitaron la vida también a otros opositores al régimen nazi, encontrándose entre ellos dos generales del ejército. A pesar de la presión a la que le sometió la oficialidad por estos asesinatos, von Blomberg no protestó ante Hitler. Aún más, el ejército hasta entonces juraba lealtad al pueblo y a la patria, pero von Blomberg modificó el juramento en el sentido de que se juraba lealtad a Hitler. El 20 de abril de 1935, cuando el Ministerio de Defensa pasó a ser el Ministerio de la Guerra, von Blomberg fue nombrado ministro de la Guerra y comandante en jefe de las Fuerzas Armadas. En 1936, se convirtió en el primer mariscal de campo de Hitler.
El 21 de mayo de 1935, el Ministerio de Defensa pasó a llamarse Ministerio de Guerra (Reichskriegsministerium); Blomberg también recibió el título de Comandante en Jefe de las fuerzas armadas (Wehrmacht), un título que ningún otro oficial alemán había tenido. Hitler siguió siendo el Comandante Supremo de las fuerzas armadas en su calidad de jefe de Estado, como Führer de Alemania. El 20 de abril de 1936, día del cumpleaños de Hitler, el leal Blomberg se convirtió en el primer Generalfeldmarschall nombrado por Hitler. El 30 de enero de 1937, para conmemorar el cuarto aniversario del régimen nazi, Hitler presentó personalmente la Insignia Dorada del Partido a los miembros no nazis restantes del gabinete, incluido von Blomberg, y lo inscribió en el Partido con el número de membresía 3 805 226.
En diciembre de 1936, se creó una crisis dentro de la maquinaria de toma de decisiones alemana cuando el general Wilhelm Faupel, el principal oficial alemán en España, comenzó a exigir el envío de tres divisiones alemanas para luchar en la guerra civil española como la única forma de victoria. A eso se opuso fuertemente el ministro de Asuntos Exteriores, el barón Konstantin von Neurath, que quería limitar la participación alemana en España.
En una conferencia celebrada en la Cancillería del Reich el 21 de diciembre de 1936 a la que asistieron Hitler, Hermann Göring, Blomberg, Neurath, el general Werner von Fritsch, el general Walter Warlimont y Faupel, Blomberg argumentó contra Faupel que un impulso alemán total para la victoria en España sería demasiado probable que causara una guerra general antes de que Alemania se hubiera rearmado adecuadamente. Afirmó que incluso si no fuera así, consumiría dinero mejor gastado en modernización militar. La posición de von Blomberg prevaleció contra la de Faupel.
Desafortunadamente para von Blomberg, su posición como oficial de rango de la Alemania nazi alienó a Hermann Göring, el segundo al mando de Hitler y comandante en jefe de la Luftwaffe, la fuerza aérea de Alemania, y Heinrich Himmler, el jefe de las SS, la organización de seguridad del Partido Nazi, y al mismo tiempo el jefe de todas las fuerzas policiales de Alemania, que conspiraron para expulsarlo del poder. Göring, en particular, tenía ambiciones de convertirse él mismo en Comandante en Jefe de todo el ejército.
El 5 de noviembre de 1937, tuvo lugar la conferencia entre la máxima dirección militar y política exterior del Reich y Hitler registrada en el llamado Memorandum Hossbach. En la conferencia, Hitler declaró que era el momento de la guerra o, más exactamente, las guerras, ya que lo que Hitler imaginó sería una serie de guerras localizadas en Europa Central y Oriental en un futuro próximo. Hitler argumentó que debido a que las guerras eran necesarias para proporcionar a Alemania el Lebensraum, la autarquía y la carrera armamentista con Francia y el Reino Unido hacían imperativo actuar antes de que las potencias occidentales desarrollaran una ventaja insuperable en la carrera armamentista.
De los invitados a la conferencia, surgieron objeciones del Ministro de Relaciones Exteriores Konstantin von Neurath, Blomberg y el comandante en jefe del Ejército, el general Werner von Fritsch, de que cualquier agresión alemana en Europa del Este estaba destinada a desencadenar una guerra contra Francia debido al sistema de alianzas francés en Europa del Este, el llamado cordón sanitario, y si estallaba una guerra franco-alemana, era casi seguro que Gran Bretaña intervendría en lugar de arriesgarse a la perspectiva de la derrota de Francia. Además, se objetó que la suposición de Hitler era errónea de que Gran Bretaña y Francia simplemente ignorarían las guerras proyectadas porque habían comenzado su rearme más tarde que Alemania.
En consecuencia, Fritsch, von Blomberg y Neurath aconsejaron a Hitler que esperara hasta que Alemania tuviera más tiempo para rearmarse antes de seguir una estrategia de alto riesgo de guerras localizadas que probablemente desencadenaría una guerra general antes de que Alemania estuviera lista. Ninguno de los presentes en la conferencia tenía ninguna objeción moral a la estrategia de Hitler con la que básicamente estaban de acuerdo; sólo la cuestión del tiempo los dividió.
Después de la reunión del Memorandum Hossbach de noviembre de 1937, von Blomberg fue uno de los pocos que criticó los planes de Hitler de ir a la guerra a más tardar en 1942, para disgusto de Hitler, pero a principios de 1938, había cambiado de opinión sobre ese tema.

## Escándalo y caída en desgracia
Su posición como hombre influyente del ejército perturbaba a Hermann Göring y Heinrich Himmler, que conspiraron para alejar a von Blomberg del poder. 
Göring y Himmler encontraron su oportunidad en enero de 1938, cuando von Blomberg, de 59 años, se casó con su segunda esposa, Erna Gruhn (1913-1978, a veces referida como "Eva" o "Margarete"). Von Blomberg había sido viudo desde la muerte de su primera esposa, Charlotte, en 1932. Gruhn era una mecanógrafa y secretaria de 25 años, pero la policía de Berlín tenía un largo expediente criminal sobre ella y su madre, una ex prostituta. Entre los informes había documentación de que Erna Gruhn había posado para fotos pornográficas en 1932.
De esta situación fue informado al jefe de policía de Berlín, Wolf-Heinrich von Helldorf, quien informó a Wilhelm Keitel con los informes de la nueva señora Blomberg. Helldorff no estaba seguro de qué hacer pero Keitel, viendo la oportunidad de destruir la carrera de von Blomberg, le sugirió a Helldorf que llevara los informes a Göring, lo cual hizo.
Al contravenir este matrimonio las disposiciones de la oficialidad, no encontró testigos para la boda. Pronto se reveló que su mujer tenía un pasado de prostituta, ante lo cual Hitler ordenó a von Blomberg que anulara su matrimonio para evitar un escándalo y preservar la integridad del ejército. Von Blomberg rechazó anular el matrimonio, así que dimitió de todos sus cargos el 26 de enero de 1938, cuando Göring le amenazó con hacer público el pasado de su mujer. Luego de celebrado el enlace, Göring argumentó que von Blomberg no era apto para servir como ministro de guerra. Göring informó entonces a Hitler, y éste ordenó a su vez a von Blomberg anular el matrimonio para evitar un escándalo y preservar la integridad del ejército. La próxima boda de una de las hijas de von Blomberg, Dorothea, habría sido amenazada por el escándalo. Estaba comprometida con Karl-Heinz Keitel, el hijo mayor de Wilhelm Keitel. Von Blomberg se negó a terminar su matrimonio, pero cuando Göring amenazó con hacer público el pasado de Erna Gruhn y su madre, von Blomberg se vio obligado a renunciar a su cargo para evitar la difamación, lo que hizo el 27 de enero de 1938. Su hija se casó en mayo del mismo año.

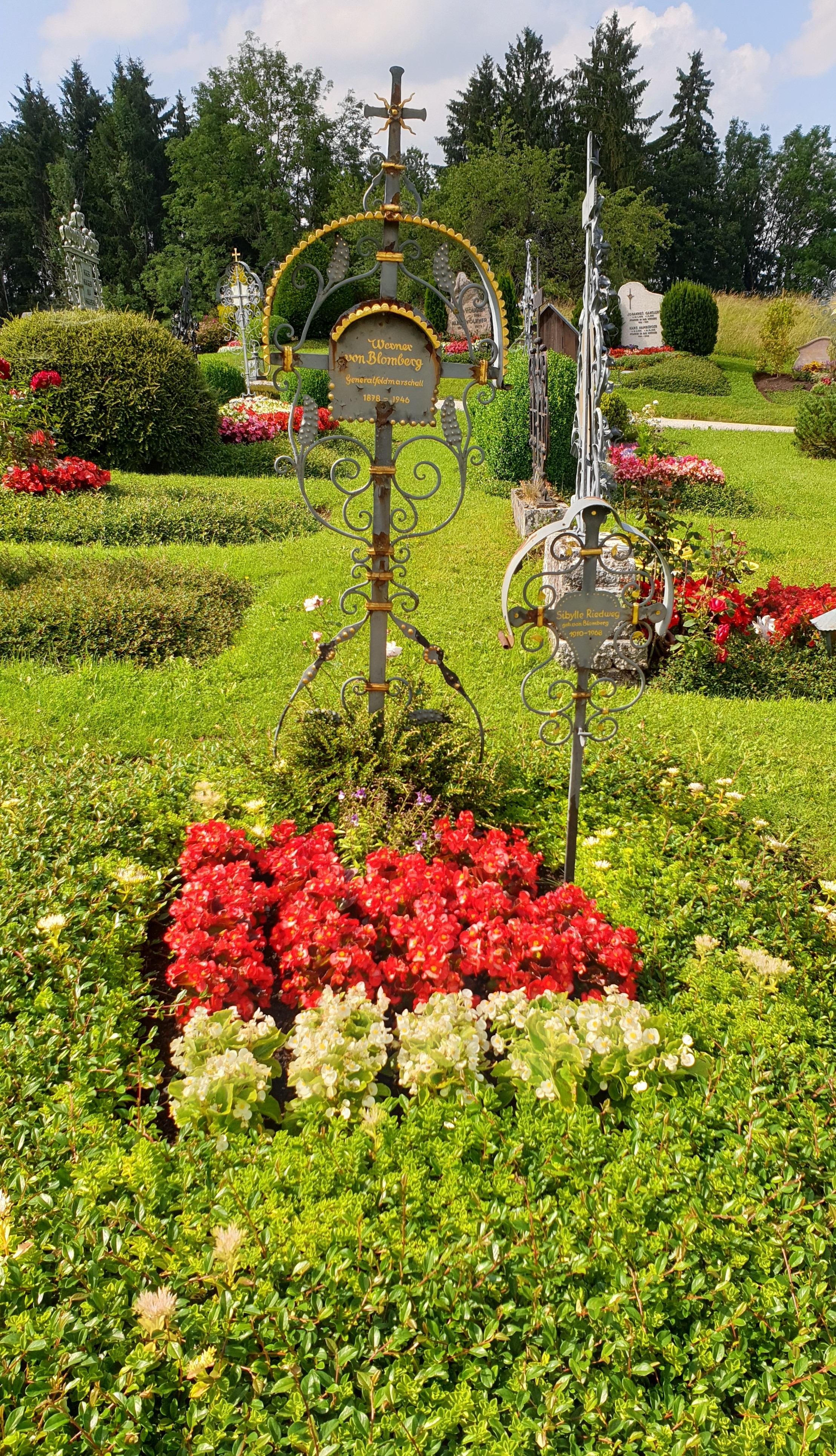
Sepulcro de von Blomberg en 2021

Como consecuencia, Hitler tomó el mando personal de los militares; conservó el título de Comandante Supremo, abolió el Ministerio de Guerra y en su lugar creó el Oberkommando der Wehrmacht (OKW) bajo su control, para ser el órgano de supervisión de la Wehrmacht.[cita requerida] Keitel, que sería ascendido al rango de mariscal de campo en 1940, y la antigua mano derecha de von Blomberg serían nombrados por Hitler como Jefe del OKW de las Fuerzas Armadas. Keitel se convirtió así en Ministro de Guerra de facto.[cita requerida]
Unos días más tarde, Göring y Himmler acusaron al Generaloberst Werner von Fritsch, Comandante en Jefe del Ejército, de ser homosexual. Hitler aprovechó estas oportunidades para una importante reorganización de la Wehrmacht. Fritsch fue absuelto más tarde; juntos, los eventos se conocieron como el Asunto Blomberg-Fritsch.
Von Blomberg y su esposa se fueron de luna de miel durante un año a la isla de Capri, tras haber postergado el viaje. El almirante Erich Raeder decidió que von Blomberg tenía que suicidarse para expiar su matrimonio, y envió a un oficial a Italia, que siguió a los Blomberg en su luna de miel y trató persistentemente, aunque sin éxito, de obligar a von Blomberg a suicidarse. El oficial en un momento incluso trató de forzar un arma en las manos de von Blomberg, pero se negó a terminar con su vida. Tras pasar la Segunda Guerra Mundial en la oscuridad, von Blomberg fue capturado por los aliados en 1945, tras lo cual testificaría en los Juicios de Núremberg. La salud de von Blomberg se deterioró rápidamente mientras estuvo detenido durante el proceso. Se enfrentó al desprecio de sus antiguos colegas y a la intención de su joven esposa de abandonarlo. Es posible que manifestara síntomas de cáncer ya en 1939. El 12 de octubre de 1945, anotó en su diario que pesaba poco más de 72 kilogramos, siendo diagnosticado de cáncer colorrectal el 20 de febrero de 1946. Resignado a su destino y atenazado por la depresión, pasó las últimas semanas de su vida negándose a comer.
Von Blomberg murió mientras estaba detenido el 13 de marzo de 1946 y no llegó a completar el proceso de Núremberg. Su cuerpo fue enterrado sin ceremonia alguna en una tumba sin nombre. Con posterioridad, sus restos fueron incinerados y enterrados en su residencia en Bad Wiessee.

## Condecoraciones
- Cruz de la Orden de la Corona Real de Prusia, 4.ª Clase (Königlicher Preußischer Kronenorden, Kreuz 4. Klasse) – 13 Sep 1911.
- Cruz de Hierro 2.ª Clase, 1914 (Eisernes Kreuz 1914 2. Klasse) – 18 Set 1914.
- Cruz de Friedrich-August de Oldenburg de 2.ª Clase con broche de guerra (Oldenburgisches Friedrich August-Kreuz 2. Klasse am Band für Kämpfer) – 24 Jun 1915.
- Cruz de Caballeros con Espadas de la Orden de la Casa de Hohenzollern del Reino de Prusia (Königlich Preußischer Hausorden von Hohenzollern, Ritterkreuz mit Schwertern) 07 Oct 1916
- Cruz de Hierro 1.ª Clase, 1914 (Eisernes Kreuz 1914 1 Klasse) – 30 Oct 1916
- Cruz Friedrich-August de Oldenburg 1914 de 1.ª Clase (Oldenburgisches Friedrich August-Kreuz 1914 1. Klasse ) – 09 Feb 1917
- Medalla de Honor de Hessen (Hessische Tapferkeitsmedaille) – 19 Set 1917.
- Cruz al Mérito Militar de 1.ª Clase de Braunschweig (Braunschweigisches Kriegsverdienstkreuz 1. Klsse) – 10 Ene 1918.
- Cruz de Caballeros de 1.ª Clase con espadas de la Orden Albrecht del Reino de Sajonia (Königlicher Sächsischer Albrechtsorden, Ritterkreuz 1. Kl. mit Schwertern) – 25 Ene 1918.
- Cruz Hanseática de Bremen (Bremisches Hanseatenkreuz) – 30 Ene 1918
- Pour le Mérité N° 5187 (Königlicher Preußen «Pour le Merité» Nr. 5187) – 03 Jun 1918.
- Orden al Mérito Militar 4.ª Clase con espadas y Corona del Reino de Baviera (Königlicher Bayerischer MVO 4. Kl. mit Schwertern u. mit Krone) – 02 Ago 1918
- Cruz de Honor de Combatiente del Frente 1914-1918 (Ehrenkreuz für Frontkämpfer 1914-1918) – 1934.
- Broche de oro del NSDAP (Goldenes Parteiabzeichen) – 30 Ene 1937.
- Medalla conmemorativa Kaiser Guillermo del Reino de Prusia (Königlicher Preußische Kaiser Wilhelm-Erinnerungsmedaille 1897).
- Orden al Mérito Militar 4.ª Clase con Espadas del Reino de Bayern (Königlicher Bayerischer Militär-Verdienstorden Kreuz 4.Klasse mit Schwertern).
- Cruz de Honor de 3.ª Clase con espadas y Corona de la Casa de Príncipe de  Hohenzollern (Fürstlicher Hausorden von Hohenzollern Ehrenkreuz 3. Klasse mit Schwerten und Krone).
- Cruz al Mérito en la Guerra de Sachsen-Meiningen (Sachsen-Meiningensches Ehrenkreuz für Verdienst im Kriege).
- Cruz de Schaumburg-Lippe de 1914 por Leales Servicios Leales 1914 de Schaumburg-Lippe (Schaumburg-Lippisches Kreuz für Treue Dienste 1914).
- Cruz al Mérito de Guerra de Lippe (Lippisches Kriegsverdienstkreuz)
- Cruz al Mérito Militar de 2.ª Clase de Mecklenburg-Schwerin con broche de guerra (Mecklenburg-Schwerin Militärverdienstkreuz 2. Klasse am Band fü Kämpfer)
- Cruz de Servicios de las Fuerzas Armadas de 3.ª Clase 12 años (Wehrmacht-Dienstauszeichnung 3. Klasse, 12 Jahre)
- Cruz de Servicios de las Fuerzas Armadas de 1.ª Clase 25 años (Wehrmacht-Dienstauszeichnung 1. Klasse, 25 Jahre)
- Placa de herido en bronce 1914 (Verwundetenabzeichen 1914 in Bronze).
- Placa combinada de piloto-observador en oro con diamantes (Gemeinsames Flugzgeugführer- und Beobachter-Abzeichen in Gold mit Brillanten)
- Cruz de 1.ª Clase de Oficiales por Servicios del Reino de Prusia (Preußische Offizier-Dienstauszeichnung 1. Klasse)
- Orden de los Santos Marurizzio y Lazzaro de Italia (Ordine ss Maurizio e Lazzaro).

### Ascensos
- Leutnant (13 de marzo de 1897)
- Oberleutnant (18 de mayo de 1907)
- Hauptmann 20 de marzo de 1911
- Major (22 de marzo de 1916)
- Oberstleutnant (20 de diciembre de 1920)
- Oberst (1 de abril de 1925)
- Generalmajor (1 de abril de 1928)
- Generalleutnant (1 de octubre de 1929)
- General der Infanterie (30 de enero de 1933)
- Generaloberst (31 de agosto de 1933)
- Generalfeldmarschall (20 de abril de 1936)